# Liliko Ogasawara
Liliko Ogasawara (Englewood, 21 de mayo de 1972) es una deportista estadounidense que compitió en judo.
Ganó dos medallas en el Campeonato Mundial de Judo en los años 1993 y 1995, y una medalla en el Campeonato Panamericano de Judo de 1988. En los Juegos Panamericanos consiguió dos medallas en los años 1991 y 1995.

## Palmarés internacional
| Campeonato Mundial      | Campeonato Mundial        | Campeonato Mundial | Campeonato Mundial |
| Año                     | Lugar                     | Medalla            | Categoría          |
| ----------------------- | ------------------------- | ------------------ | ------------------ |
| 1993                    | Hamilton (Canadá)         | Medalla de plata   | –66 kg             |
| 1995                    | Chiba (Japón)             | Medalla de bronce  | –66 kg             |
| Juegos Panamericanos    |                           |                    |                    |
| Año                     | Lugar                     | Medalla            | Categoría          |
| 1991                    | La Habana (Cuba)          | Medalla de bronce  | –66 kg             |
| 1995                    | Mar del Plata (Argentina) | Medalla de plata   | –66 kg             |
| Campeonato Panamericano |                           |                    |                    |
| Año                     | Lugar                     | Medalla            | Categoría          |
| 1988                    | Buenos Aires (Argentina)  | Medalla de oro     | –61 kg             |